# Ackvisitör
Ackvisitör eller "anskaffare" är ett äldre uttryck för en försäljare, som har till yrke att skaffa nya kunder. Uttrycket användes särskilt inom försäkringsbranschen, och betydde därför närmast försäkringssäljare.